# Gann Valley
Gann Valley è un census-designated place (CDP) il quale è il capoluogo della contea di Buffalo, Dakota del Sud, Stati Uniti. La cittadina aveva una popolazione di 14 abitanti al censimento del 2010. È il più piccolo capoluogo di contea non incorporato degli Stati Uniti.
Il centro della popolazione del Dakota del Sud si trova a Gann Valley. Gann Valley detiene il record per la temperatura più calda nel Dakota del Sud (120 °F (49 °C)).

## Geografia fisica

### Clima
Questa regione climatica è caratterizzata da grandi escursioni termiche stagionali, con estati calde (spesso umide) e inverni freddi (talvolta molto freddi). Secondo la classificazione dei climi di Köppen, Gann Valley ha un clima continentale umido, abbreviato "Dfa" sulle mappe climatiche.

## Storia
La comunità fu fondata nel 1885 da Herst Gann in una valle sul Crow Creek, appena ad est della riserva indiana di Crow Creek. Gann donò il tribunale della comunità e A. Spencer donò 30 acri, con il risultato che la comunità divenne il capoluogo della contea. Nel 1886 il capoluogo della contea fu trasferito a Buffalo Center, ma nel 1888 fu ritrasferito a Gann.

## Società

### Evoluzione demografica
Secondo il censimento del 2010, la popolazione era di 14 abitanti.

### Etnie e minoranze straniere
Secondo il censimento del 2010, la composizione etnica del CDP era formata dal 92,9% di bianchi e dal 7,1% di nativi americani.
In sostanza, 13 su 14 persone erano bianchi americani, mentre 1 persona era un nativo americano.